# Bewitched, Bothered and Bewildered
«Bewitched, Bothered and Bewildered» (с англ. — «Околдована, взволнована и сбита с толку») — популярная песня, написанная поэтом Лоренцом Хартом и композитором Ричардом Роджерсом в 1940 году специально для мюзикла «Приятель Джои». Оригинальным исполнителем песни в бродвейской постановке стала Вивьен Сигал. Песня является поп-стандартом и входит в «Великий американский песенник».

## Популярные версии
Театральные постановки
- 1940 — Вивьенн Сигал (Broadway)
- 1952 — Вивьенн Сигал (Broadway)
- 1954 — Кэрол Брюс (West End)
- 1963 — Вивека Линдфорс (Broadway)
- 1976 — Джоан Коупленд (Broadway)
- 1978 — Лена Хорн (Civic Light Opera)
- 1980 — Шан Филлипс (West End)
- 1995 — Пэтти Люпон (Encores!)
- 2008 — Стокард Чэннинг (Broadway)

Авторское исполнение
- 1950 — Дорис Дэй (из альбома You’re My Thrill)
- 1950 — Мел Торме
- 1956 — Элла Фицджеральд (из альбома Ella Fitzgerald Sings the Rodgers & Hart Songbook)
- 1957 — Анита О’Дэй (из альбома Anita Sings the Most)
- 1958 — Сара Вон (из альбома Sarah Vaughan Sings Broadway: Great Songs from Hit Shows)
- 1963 — Фрэнк Синатра (из альбома The Concert Sinatra)
- 1964 — Барбра Стрейзанд (из альбома The Third Album)
- 1990 — Карли Саймон (из альбома My Romance)
- 1994 — Фрэнк Синатра и Патти Лабелль (из альбома Duets II)
- 2003 — Боз Скаггс (из альбома But Beautiful)
- 2003 — Род Стюарт и Шер (из альбома As Time Goes By: The Great American Songbook, Volume II)
- 2006 — Руфус Уэйнрайт (из фильма «Любители истории»)
- 2012 — Джефф Линн (из альбома Long Wave)